# Grand Prix automobile de Caen 1958
Le Grand Prix de Caen 1958 est une course automobile, disputée selon les règles de la Formule 1, organisée le 20 juillet 1958 sur le Circuit de la Prairie à Caen. La course s'est déroulée sur 86 tours de circuit et a été remportée par le pilote britannique Stirling Moss qui a pris un tour à tous les autres concurrents au volant de sa Cooper T45.

## Classement
| Pos | No. | Pilote              | Équipe                      | Constructeur      | Temps/Abandon                      | Position sur la grille |
| --- | --- | ------------------- | --------------------------- | ----------------- | ---------------------------------- | ---------------------- |
| 1   | 4   | Stirling Moss       | R. R. C. Walker Racing Team | Cooper T45-Climax | 2h 00' 09"7, 151.18 km/h           | 1                      |
| 2   | 12  | Jo Bonnier          | Joakim Bonnier              | Maserati 250F     | 85 tours                           | 6                      |
| 3   | 16  | Bruce Halford       | Bruce Halford               | Maserati 250F     | 85 tours                           | 4                      |
| 4   | 8   | Maurice Trintignant | R. R. C. Walker Racing Team | Cooper T43-Climax | 84 tours                           | 5                      |
| 5   |     | Stuart Lewis-Evans  | British Racing Partnership  | Cooper T43-Climax | 82 tours                           | 10                     |
| 6   | 14  | Gerino Gerini       | Scuderia Centro Sud         | Maserati 250F     | 82 tours                           | 11                     |
| 7   |     | George Wicken       | George Wicken               | Cooper T43-Climax | 82 tours                           | 7                      |
| Ab  | 2   | Jean Behra          | Owen Racing Organisation    | BRM Type 25 '256' | Moteur                             | 2                      |
| Ab  | 6   | Harry Schell        | Owen Racing Organisation    | BRM P25           | Fuite d'huile de boîte de vitesses | 8                      |
| Ab  |     | Dick Gibson         | Dick Gibson                 | Cooper T43-Climax | Surchauffe                         | 3                      |
| Ab  |     | Keith Ballisat      | Dick Gibson                 | Cooper T43-Climax | 1 tour - perte d'une roue          | 9                      |
| Ab  |     | Les Leston          | John Fisher                 | Lotus 12-Climax   | 1 tour - accident                  | 12                     |